# Stachyurus obovatus
Stachyurus obovatus är en tvåhjärtbladig växtart som först beskrevs av Alfred Rehder, och fick sitt nu gällande namn av Hand.-mazz. Stachyurus obovatus ingår i släktet Stachyurus och familjen Stachyuraceae. Inga underarter finns listade i Catalogue of Life.